# Julián Trujillo Largacha
Julián Trujillo Largacha (Popayán, 28 de enero de 1828-Bogotá, 18 de julio de 1883) fue un abogado, militar, político y estadista colombiano, miembro del Partido Liberal Colombiano.
Aunque se graduó de abogado, la carrera de las armas pudo más en él que la preparación jurídica. Combatió como muchos otros mandatarios del siglo xix la dictadura del general José María Melo, así como el gobierno de la Confederación Granadina de Mariano Ospina Rodríguez.
Afiliado al Partido Liberal, bajo esta bandera participó en varios Congresos y fue ministro de Estado, presidente del Estado Soberano del Cauca, jefe civil y militar del Estado Soberano de Antioquia, entre otros cargos. Al resultar las tropas de Trujillo vencedoras en la Batalla de los Chancos (actualmente departamento del Valle del Cauca), obtuvo un triunfo relativamente sencillo sobre su inmediato contendiente, el general Tomás Rengifo, gobernador del Estado de Antioquia.
Es de destacar que la candidatura de Trujillo siempre fue criticada por el expresidente y líder del partido liberal Manuel Murillo Toro, por considerar que Trujillo sería capaz de hacer demasiadas concesiones a Núñez, y este a su vez le entregaría el poder al Partido Conservador, destruyendo todos los avances de los radicales en 25 años de gobierno. De hecho, se considera que Trujillo preparó el camino para la regeneración llevada a cabo por Rafael Núñez y el Partido Conservador Colombiano, entre 1882 y 1886. Trujillo ejerció como presidente de la república en el período 1878 a 1880. Era un cercano colaborador del expresidente Tomás Cipriano de Mosquera.

## Biografía
Julián nació en Popayán, el 28 de enero de 1828, en el seno de una familia de clase media de la ciudad, pero de buena reputación por sus costumbres y valores.
Su padre murió repentinamente cuando Julián era niño y su madre se encargó de su educación, con el apoyo de su tío materno, el periodista Froilán Largacha, quien se convirtió en su protector. Su madre lo inscribió en un colegio de método lancasteriano de Popayán.

### Gobiernos liberales y dictadura de Melo
Trujillo estudió derecho en la Universidad del Cauca, obteniendo su título en 1849. En 1852, afiliado al recientemente creado Partido Liberal, inició su carrera política como jefe del cantón de Popayán, bajo la presidencia de José Hilario López; y en 1853 fue cabeza del cabildo de la ciudad. También fue diputado del Cauca y presidió el órgano departamental en 1854.
A mediados de 1854 se unió a la resistencia liberal en contra del dictador José María Melo, quien derrocó al titular José María Obando. Trujillo combatió con el coronel Guerrero en Popayán, y fue el delegado de los insurgentes para negociar la paz con las fuerzas del general Melo. Finalmente Melo fue derrocado y se vio obligado a exiliarse con destino a Centroamérica, muriendo en México como un patriota mártir en 1860.

### Gobernador del Cauca y rebelión contra Ospina (1858-1861)

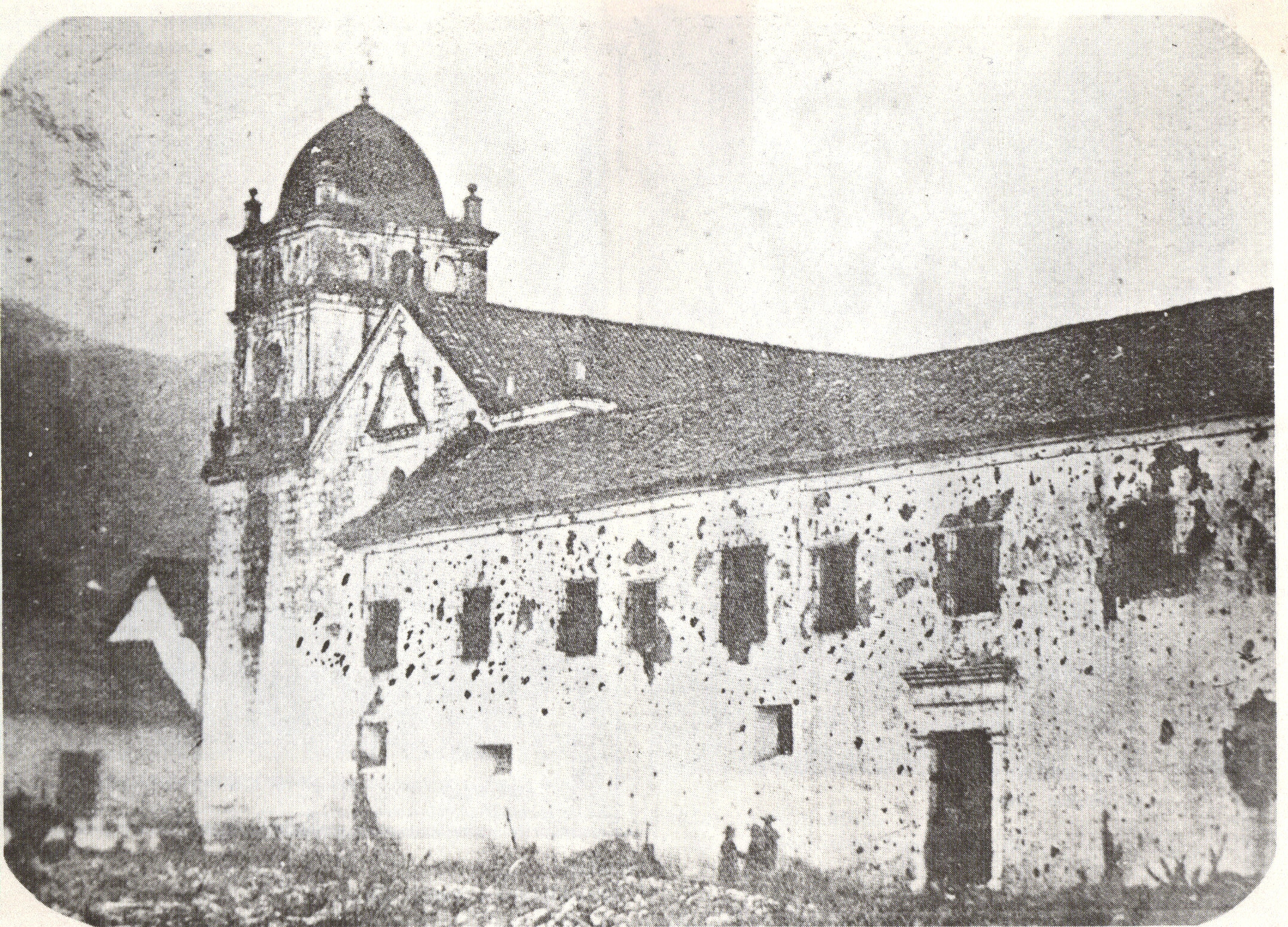
Iglesia de San Agustín, luego de la toma de Bogotá por los liberales, 1862.

Tras el caos vivido por los gobiernos internos posteriores a la caída del general Melo, y con la llegada al poder de los conservadores, Trujillo se retiró de la política para dedicarse a sus negocios privados. 
En 1858, 4 años después de la caída de Melo, Trujillo fue nombrado gobernador del Cauca hasta 1860, absteniéndose en un principio de participar en las hostilidades bipartidista que se desencadenaron en el país. Sin embargo tuvo que tomar las armas cuando hubo alzamientos en Cauca, Bolívar y Magdalena, contra del presidente conservador Mariano Ospina Rodríguez, los cuales provocaron que el procurador general Bartolomé Calvo asumiera el poder.
Trujillo renunció a su cargo de gobernador, y se unió al expresidente Mosquera, líder de la rebelión, en La Plata, llevándose consigo recursos y municiones del Cauca para apoyar la causa. En 1860 se unió a la tropas del expresidente José María Obando (quien murió emboscado en El Rosal en 1861), y participó en la batalla de Subachoque, del 25 de abril de 1861, a donde el fallecido Obando debía llegar para reunirse con Mosquera.
La destreza y valor militar que mostró Trujillo le valieron que fuera ascendido a Coronel por Mosquera, allí mismo en su campamento. También fue nombrado Inspector Mayor General del Grande Ejército y con ese rango participó en las batallas de Usaquén y San Diego, en 1861. La guerra terminó cuando el general Mosquera capturó al presidente Ospina y lo condenó a muerte, asumiendo el poder del país. Fue la primera y hasta el momento única vez en la historia que una revolución triunfó y depuso al presidente de turno.

### Secretario de Hacienda (1861-1863)
Consolidado en la presidencia, el general Mosquera llamó al coronel Trujillo para el cargo de secretario de Hacienda de la Confederación Granadina, ocupando el cargo durante todo el período presidencial de Mosquera, del 18 de julio de 1861 al 10 de febrero de 1863. 
Adicionalmente, entre 1862 y 1863 Trujillo fue diputado en el consejo de Popayán, siendo presidente de ése cuerpo colegiado, y también fue secretario general del gobierno Mosquera.

### Constitución de 1863 y secretario de guerra (1863-1864)
En 1863 Trujillo asistió a la Convención de Rionegro como representante del Cauca, para la redacción de una nueva constitución, más radical y de abierto corte liberal y laico. La nueva constitución obligó al presidente Mosquera a apartarse del cargo temporalmente por la abolición de su cargo como presidente.
En febrero de ese año, el tío del coronel Trujillo, Froilán Largacha, quien era secretario del Tesoro y Crédito Nacional del presidente Mosquera, fue designado por el Congreso como director del ejecutivo plural que estaría a cargo del país durante la reforma a la constitución de 1853. El ejecutivo plural nombró a Trujillo como secretario provisional de gobierno. También fue nombrado como administrador de la Casa de la Moneda de Popayán.
Posteriormente fue elegido senador plenipotenciario de Cauca en 1864, y luego fue presidente del Senado ese año, y la cámara lo nombró suplente del procurador general Juan Agustín Uricoechea. A finales del gobierno Mosquera, el presidente lo ascendió al grado de general.
En 1864 el exministro Manuel Murillo Toro, ganó las elecciones presidenciales, y lo llamó para ocupar la secretaría de guerra y marina, del 10 de abril hasta su renuncia el 23 de septiembre de ese año, ya que aceptó la superintendencia de Buenaventura.
En 1865, el general Trujillo se puso al servicio del presidente Murillo, en la batalla de La Polonia, llegando a ser Jefe del Estado Mayor del Cauca. Sofocada la rebelión conservadora, Trujillo volvió a ocupar su cargo de superintendente en Buenaventura.
En 1866 el general Trujillo regresó al congreso como representante del Cauca, y fue presidente nuevamente de la cámara entre 1866 y 1867.

### Precandidatura presidencial (1866)
En Bolívar, estado de mayoría mosquerista, se proclamó su candidatura presidencial por el liberalismo, para las elecciones de 1866, pero las aspiraciones del expresidente Mosquera para un cuarto mandato debilitaron la candidatura de Trujillo, quien finalmente se retiró de la contienda. 
Por su parte el expresidente Mosquera ganó las elecciones, derrotando al expresidente José Hilario López, y al candidato conservador (sin opciones reales) Pedro Justo Berrío. 

### Cuarto gobierno de Mosquera y primera candidatura presidencial (1866-1872)
En 1867 se desató un levantamiento de los liberales radicales (quienes postularon el año anterior la candidatura de López) y los conservadores en contra del presidente Mosquera, quien finalmente fue derrocado por su antiguo colaborador, el general Santos Acosta, dándose así inicio al período conocido como El Olimpo Radical.
Por esos días, el general Trujillo asumió la presidencia del Cauca, luego de su victoria electoral, a pesar de que los caucanos temían represalias de Acosta para con Trujillo por su cercanía con el expresidente Mosquera. Efectivamente se dio un levantamiento en su departamento, pero logró desescalarlo con la mediación ante el presidente Acosta en Bogotá. Además Trujillo se dedicó a fortalecerse internamente en lugar de buscar un conflicto con el gobierno federal. Esas medidas lo enemistaron con el expresidente Mosquera.
En 1870, Trujillo fue nombrado por el presidente Eustorgio Salgar como secretario del Tesoro, siendo además elegido por el Congreso como segundo designado a la presidencia durante el primer año de gobierno Salgar; Trujillo estuvo al frente del tesoro nacional hasta el 13 de julio de 1871. También fue nombrado ministro plenipotenciario en Ecuador, estando en el cargo hasta 1872. 
Además, el departamento de Bolívar lo volvió a postular para las elecciones presidenciales de 1872. En esta ocasión, Trujillo contó con el apoyo del expresidente Mosquera, quien no quiso candidatearse directamente por los estragos que generaron su salida del gobierno en 1867. Naturalmente el Cauca apoyó a Trujillo, pero el desprestigio del general debilitó su candidatura Trujillo se enfrentó al expresidente Murillo Toro, y al conservador Manuel María Mallarino; a la postre, Murillo venció con amplia ventaja a Trujillo.

### Segunda presidencial (1874-1876)
Derrotado en las elecciones presidenciales, Trujillo fue elegido para un segundo mandato en el Estado del Cauca, ocupando el cargo entre 1873 a 1875. Aún siendo presidente del Cauca, nuevamente se presentó a las elecciones presidenciales de 1874, esta vez con el apoyo de los liberales moderados y los conservadores, y desplazando completamente a Mosquera en la dirección de la facción moderada.
La coalición no pudo vencer al liberal radical Santiago Pérez Manosalva, quien era apoyado por el expresidente Murillo, y fue elegido presidente. Moralmente vencido, Trujillo se adhirió a la campaña del joven abogado Rafael Núñez, quien se candidateó por el sector mosquerista en las elecciones presidenciales de 1876, donde nuevamente sufrió la derrota.

### Guerra de las Escuelas

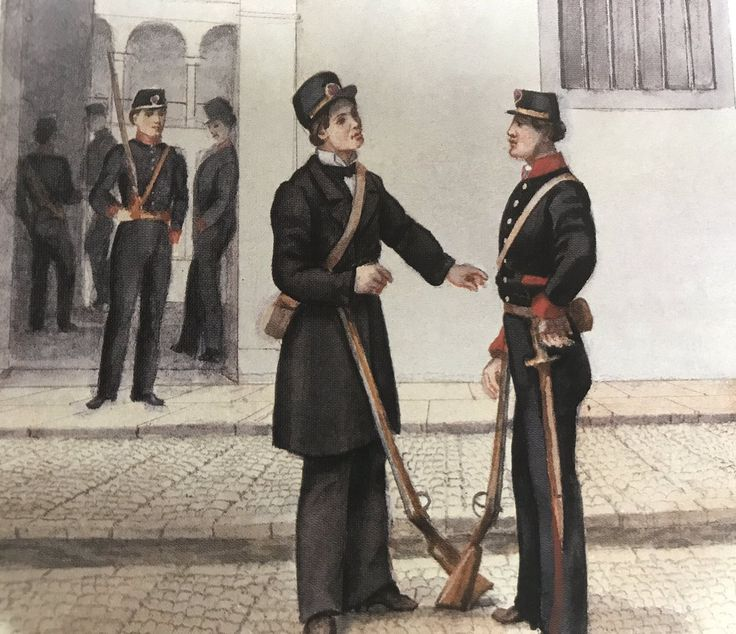
Uniformes de los batallones cívicos y alcanfor del gobierno liberal 1876

En 1876 los conservadores desataron un nuevo conflicto en el país a raíz de las medidas laicales que tomó el presidente radical Aquileo Parra. El general Trujillo tomó las armas en la defensa del gobierno de Parra junto a los generales Sergio Camargo, Tomás Rengifo y el expresidente Santos Acosta. 
Sus victorias en la guerra consolidaron su ascenso como líder político, ya que los liberales radicales leales al presidente y los conservadores acudieron a él como árbitro para dirimir sus conflictos, recibiéndolos personalmente en su hacienda Las Cañas. Esas conexiones se hicieron evidentes en las elecciones presidenciales de 1878.
Su mayor victoria se dio en la sangrienta batalla de Los Chancos donde se enfrentó y venció a las tropas del general conservador Sergio Arboleda, a quien los insurrectos nombraron presidente provisional pero que no llegó a trascender como gobernante, más allá de su nombramiento irregular. La ciudad de Manizales cayó en poder de los liberales y la fama de la batalla trascendió las fronteras del país.
El 10 de abril de 1877, el presidente Parra nombró a Trujillo jefe civil y militar, y presidente del Estado de Antioquia, que se había levantado en contra del gobierno, buscando que el experimentado general lo pudiera someter; Trujillo estuvo al frente de Antioquia hasta el 17 de diciembre de ese año. 
Finalizada la guerra, el general Trujillo se hizo conocido como un importante líder del Partido Liberal, logrando posicionar a sus aliados en cargos importantes del gobierno, incluyendo al joven abogado José María Quijano Wallis, protegido de su tío Froilán.

### Cuarta candidatura presidencial (1878)
Con el prestigio de sus victorias militares, Trujillo se presentó nuevamente para las elecciones presidenciales de 1878. Su victoria fue unánime al ser el único candidato en presentarse, ya que su campaña fue pactada por liberales radicales, liberales nacionalista (o moderados) -facción liderada por Núñez-, y conservadores. Pese al pacto inicial, los radicales se le opusieron desde el principio, llegando el expresidente Murillo a afirmarː

“Si el General Trujillo es elegido repudiará los elementos que no le son afines; se rodeará del antiguo mosquerismo y de los adversarios a los Gobiernos radical que surgieron y han dominado en el país después de la caída de Mosquera en 1867, o sea durante la década que termina precisamente en este mes. 

Detrás de Trujillo vendrá Núñez, y detrás de Núñez los conservadores. Y una vez que los conservadores se adueñen del poder por la defección de Núñez, a quien perpetuarán en el Gobierno, apoyados por el clero que domina sin contrapeso en la República y a quien siguen ciegamente las masas analfabetas de Colombia, todas las conquistas del liberalismo en el decurso de veinte y cinco años serán borradas de nuestras instituciones; los sacrificios consumados y la sangre derramada de 1860 a 1863, y de 1876 a 1877, habrán sido inútiles y estériles; la reacción caótica del absolutismo colombiano, apoyado principalmente en el fanatismo religioso, extenderá las sombras de una noche infinita sobre la República.”

### Presidente de Colombia (1878-1880)

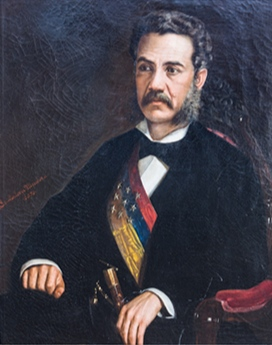
Retrato presidencial de Trujillo por Pantaleón Mendoza, 1878.

En su discurso inaugural, el general Trujillo afirmó lo siguiente ː

"Hagamos todos un esfuerzo enérgico y patriótico en favor de la paz, ahogando nuestros resentimientos y nuestras quejas en aras de la patria, al aparezcamos dignos hijos de la República, exhibiéndonos respetuosos por las creencias de nuestros semejantes y, tolerantes con las opiniones ajenas, y estoy seguro de que la sociedad entrará definitivamente en la calma apetecida y de allí surgirán, por la fiereza, las ideas de orden que afiancen la libertad, den bienvenida al pueblo v hagan de nuestra patria una de las naciones más avanzadas y felices del Continente Americano"
Julián Trujillo Largacha, 1.º de abril de 1878

#### Conflicto con los radicales
Pese a que su gobierno promulgó la unidad, los conflictos con los radicales continuaron, ya que por pactos políticos Trujillo se vio obligado a crear nuevos cargos para posicionar a Núñez y el expresidente Salvador Camacho en el gobierno, aún con sus deseos de conservar la relación política con Quijano Wallis y el expresidente Salgar, abiertamente radicales. 
La situación molestó a Murillo, quien pidió a Quijano que mediara ante Trujillo para evitar los nombramientos de  independientes en el gabinete. Sus posturas cada vez más moderadas lo acercaron a los conservadores, por lo que los historiadores le atribuyen a Trujillo el haber permitido el ascenso de los conservadores, y con ello la implantación de las medidas regresivas, conocidas como La Regeneración. El propio Rafael Núñez llegó a decir el día de la posesión de Trujillo ː

"(Puede) contar en el camino de la Regeneración que han emprendido, toda la estimación, cooperación y apoyo que los magistrados virtuosos tienen derecho a esperar de ciudadanos honrados y patriotas"

Según el conservador Carlos Holguín, la simpatía de los conservadores para con Trujillo databan desde 1873, más exactamente en la batalla de La Garrapata, ya que se decía que los conservadores preferían ser vencidos por Trujillo que por los radicales, a quienes temían por su brutalidad.

### Últimos años
Cumplido su mandato, Trujillo se retiró de la política para ejercer como comandante del ejército colombiano, pero su retiro fue corto porque fue elegido primer designado presidencial del ahora presidente Rafael Núñez, estando en el cargo durante los dos años de gobierno de Núñez, pese a que nunca llegó a ejercer el poder, como sucedería años después con los demás designados de Núñez, quien era un hombre enfermizo.
También ejerció influencia en el nuevo gobierno, logrando que Núñez incluyera en su gabinete cuotas suyas como Eliseo Payán Hurtado y Emigdio Palau. Pese a su afinidad inicial, Núñez y Trujillo terminaron enfrentados por el apoyo que el primero recibió de los conservadores para su candidatura presidencial.
En 1882 Trujillo fue elegido senador de la república, y ese mismo año apoyó la candidatura presidencial del liberal Francisco Javier Zaldúa (primo del expresidente Pedro Alcántara Herrán), iniciando contactos con los líderes radicales para crear un grupo conocido como Unión Liberal. El grupo incluía a los expresidentes radicales Acosta, Salgar, Pérez y Parra; y los independientes Trujillo, Camacho y Pablo Arosemena.
Julián Trujillo Largacha falleció en Bogotá, el 18 de julio de 1883, a los 55 años. Sus restos fueron incinerados y actualmente reposa en el Panteón de los Héroes de Popayán, donde también están los restos de su tío Froilán.

## Vida privada

### Familia
Juilán era miembro de la influyente familia Largacha, que gracias a sus conexiones políticas logró relevancia nacional. Era hijo de Pedro Antonio Trujillo Toro y de Bartola Largacha Hurtado. Sus hermanos eran Mariano y María Josefa Trujillo Largacha.
Su madre era hermana del influyente político, abogado y periodista colombiano Froilán Largacha Hurtado, quien siendo procurador general de la Nación, ocupó brevemente la presidencia de Colombia por encargo del Congreso en 1861. Además, Froilán ejerció la tutela de Julián, como ya se vio anteriormente.

#### Matrimonio y descendencia
El general Trujillo Largacha se casó con Dolores Carvajal y Espinosa, con quien tuvo 7 hijosː Dolores, Pedro, Concepción, Beatriz, Manuel José, Julián y Guillermo Trujillo Carvajal.
Su sexto hijo, Julián Trujillo, se casó con la prima de éste, la pintora Elena Largacha Ortiz, quien era hija de su tío Froilán y de Carolina Ortiz Holguín; Carolina a su vez era nieta de Vicente Holguín y, por consiguiente, sobrina de los políticos conservadores Carlos y Jorge Holguín Mallarino.
Su séptimo hijo, Guillermo Trujillo, se casó con Emma Cárdenas Mosquera, siendo el segundo marido de ésta dama de la alta sociedad de Popayán. Emma era nieta del general Tomás Cipriano de Mosquera (quien era el padre extramatrimonial de su madre Clelia Mosquera Luque), y del militar Jeremías Cárdenas Silva (amigo del Gral. Mosquera). En primeras nupcias Guillermo estuvo casado con Inés Franco Franco.

### Relación con Mosquera
Para los historiadores es innegable que el acceso al poder Julián Trujillo se dio por su cercanía con el General Mosquera. Según Acevedo Tarazona y Villamizar Palacios (2020), fue gracias a su tío Froilán, que Trujillo se hizo cercano a Mosquera; primero por la pertenencia de Largacha al gobierno de Mosquera y su apoyo a su sobrino para ingresar al Estado, y luego por la adhesión de ambos a los conflictos civiles en defensa de Mosquera.
La adhesión de sobrino y tío a la causa mosquerista los encasilló en el ala moderada del liberalismo, a los que también se les conoció como independientes. La facción rival era la de los radicales o gólgotas, que llegó a encabezar el médico e influyente caudillo, Manuel Murillo Toro, representante a su vez de la mayoría del Partido Liberal. Por ésta razón Trujillo llegó a perder las elecciones de 1872 y 1874, ambas frente al sector radical.
Posteriormente su relación con Mosquera se fracturó, por el interés conciliatorio entre Trujillo y el General Santos Acosta, luego de que Mosquera fuera apartado del cargo en 1867 por este último.